# Crofton, West Yorkshire
Crofton är en ort och civil parish i Storbritannien.   Den ligger i distriktet Wakefield i grevskapet West Yorkshire i riksdelen England, i den centrala delen av landet, 250 km norr om huvudstaden London. Crofton ligger 64 meter över havet och antalet invånare är 5 417.
Terrängen runt Crofton är platt. Runt Crofton är det tätbefolkat, med 947 invånare per kvadratkilometer. Närmaste större samhälle är Leeds, 17,4 km norr om Crofton. Trakten runt Crofton består till största delen av jordbruksmark.